# Phaeotrema caracasanum
Phaeotrema caracasanum är en svampart som beskrevs av Müll. Arg. 1895. Phaeotrema caracasanum ingår i släktet Phaeotrema, klassen Dothideomycetes, divisionen sporsäcksvampar och riket svampar.   Inga underarter finns listade i Catalogue of Life.